# Rasbora tobana
 Rasbora tobana és una espècie de peix cipriniforme de la família dels ciprínids que es troba al llac Toba (Sumatra, Indonèsia).